# 鈴木咲香
鈴木 咲香（すずき さやか、2002年1月10日 - ）は、静岡県浜松市出身の元女子競輪選手。現役時代は日本競輪選手会愛知支部所属、ホームバンクは豊橋競輪場。日本競輪選手養成所第122期生。師匠は加藤寛治（83期）。

## 経歴
小学校5年生からバスケットボールを始め、中学・高校と打ち込んだ。高校3年の夏、進路で悩んでた時に両親の勧めでガールズサマーキャンプに参加し競輪選手を志したという。
2019年の1度目の試験では不合格となったものの、2021年1月14日、日本競輪選手養成所第122回適性試験に合格。在所競走成績は18位（1勝）。
2022年5月7日、松山競輪場でデビューし5着。初勝利は同年12月3日の豊橋競輪場で挙げた。
晩年は競走成績不振により代謝制度の対象となり、2024年6月26日の豊橋FI（ナイター）最終日・第5レース（ガールズ一般）6着がラストレースとなった。
2024年7月23日、選手登録消除。通算戦績は146戦2勝。